# 星際異攻隊3
《星際異攻隊3》（英語：Guardians of the Galaxy Vol. 3）是一部2023年美國超級英雄電影，改編自漫威漫畫旗下超級英雄團隊星際異攻隊的故事，由漫威影業製作、華特迪士尼工作室電影發行。電影為2017年電影《星際異攻隊2》的續集，同時為「漫威電影宇宙」的第32部電影作品，屬於漫威電影宇宙第五階段，由詹姆斯·岡恩編劇和執導，克里斯·普瑞特、柔伊·莎達娜、戴夫·巴帝斯塔、凯伦·吉兰、庞·克莱门捷夫、馮·迪索、布萊德利·庫柏、西恩·岡恩、卓克·伊烏哲、威爾·普爾特、玛丽亚·巴卡洛娃、伊莉莎白·戴比基與席維斯·史特龍主演。主體拍攝於2021年11月在亚特兰大開始進行。
2023年4月22日，《星際異攻隊3》在巴黎迪士尼樂園上首映，2023年5月5日在美國院線上映。本片作为《星際異攻隊》三部曲的完结篇兼岡恩的最后一部漫威电影宇宙作品，獲得正面為主的評價，媒體與影評界對演員的表現、岡恩的执导、情感刻劃、配樂讚譽有加，但批評偏向臃腫的劇情設計、出現虐待動物的橋段和影片長度，與其前作一樣，這部電影在評論界和商業上取得了成功，全球票房超過8.45億美元，成為2023年票房第四高的電影。

## 劇情
火箭浣熊曾經是致力於进化和创造文明的科学家至高進化改造的实验品89P13，其自幼在牢笼中生活，结识了同为第89組实验品的水獺萊拉、海象牙此和兔子地板。至高進化在当时为建立一個由进化的类人动物所构成的社会（反地球）而不断试验，火箭以其天才級智商和认知指出试验中的漏洞。这雖让后续过程取得成功，却激怒了至高進化，称他这种实验品並無资格在新社会中生活，还意图取其大脑进行研究并销毁所有实验品。火箭当晚决定与动物朋友們一起逃獄，自行组装门钥，却被早已有所怀疑的至高進化发现，三位朋友命丧枪下。火箭愤而扑向至高進化并把他撓至毁容，最终在枪林弹雨中登上一艘飞船成功逃脱。
多年后，星際異攻隊在重建的知無領域建立了他們的總部。與此同時，至高進化為了得到火箭的大腦而開始搜索他的位置；至高族的大祭司阿耶莎亦因異攻隊多年前偷了她的財產而希望報復。某夜，他們被阿耶莎製造出來的亞當術士襲擊，火箭身受重傷，由於他的胸口被嵌入一個殺戮開關，因此異攻隊無法為他進行治療。他們決定前往位於奧果域的奧果公司，希望能找到一個覆蓋碼。在破壞者和來自2014年的葛摩菈的幫助下，異攻隊潛入奧果域並取回火箭的檔案。他們途中受到奧果哨兵的攻擊，彼得·奎爾使计让众人有得以逃脱。異攻隊在研究档案的过程中找到火箭當年惨遭改造的记录，隨即推斷至高進化的科學家之一泰爾可能將密碼儲存在他的記憶中，並決定追蹤他并前往反地球，这让被迫同行的葛摩菈不满。阿耶莎和亞當則通过與葛摩菈通訊的破壞者得知他們的座標亦跟隨前往。
来到反地球，異攻隊在当地居民的帮助下找到至高進化的基地，奎爾和格魯特得邀进入，涅布拉則被迫留在外面，在远处待命的螳螂女不情願地跟着德克斯前往。至高進化此时启动实为飞船的基地，触发摧毀反地球的程序。在異攻隊的飞船上，葛摩菈與火箭遭到至高進化派來的戰豬攻擊，但馬上被前來尋找火箭的亞當殺死，葛摩菈接着擊敗了亞當並啟動飛船。奎爾和格魯特也成功擊敗至高進化的手下並抓獲泰爾，和他一起跳下基地并取走其大脑密码，但不清楚情况而前来营救的涅布拉、螳螂女和德克斯则反倒潜入至高進化的基地。與此同時，亞當意識到他的母親阿耶莎身處危險，當赶回飞船时阿耶莎已被炸死。
回到飛船上，火箭情况危殆，他看見幻覺遇到了當年的动物朋友。火箭有意与他们一同离开，但萊拉告訴他還沒完成使命。此刻，奎爾拼命抢救火箭使他恢复心跳，將密碼覆蓋並使殺戮開關停止運作以成功療傷，火箭恢复意识苏醒过来。在至高進化的基地上，螳螂女、涅布拉和德克斯遇到了被关押的一群高智商白发孩童，但他们之后也被抓，關在與三头咬暴獸一個刑場內。螳螂女感化咬暴獸站在他們一邊成功逃离，與異攻隊們團聚後打敗了至高進化的軍隊。至高進化已走火入魔，甚至将因此叛变的部下连同控制室一同摧毁。与此同时，克雷林驾驶着知無領域和寇斯莫赶到，并與異攻隊會合，寇斯莫透過念力將知無領域與至高進化的飛船相連，在涅布拉和克雷林的幫助下得以解救被俘孩子。在飛船上，火箭發現了一窩小浣熊和其他實驗對象動物，但馬上被至高進化攻擊。異攻隊及时趕到並聯手將至高進化打敗最终让德克斯将他扛回知無領域囚禁，在船上的動物被救出，與大多數異攻隊一起登上克雷林的船上，但奎爾為了取回他的Zune而重回至高進化的飛船，寇斯莫卻也因為體力不支而倒下，使兩艘飛船失去連接，奎爾因此跌進太空中，所幸亞當在最後一刻救下奎爾，避免了在太空中過久而凍死。
之後，奎爾決定重組異攻隊，自己則決定回到地球探望現年90歲的外公，並將隊長的頭銜讓給火箭，螳螂女決定與咬暴獸一同踏上一趟未知旅程，葛摩菈與破壞者團聚，涅布拉則和德克斯留在知無領域扶養孩子們。在片尾彩蛋中，由火箭、格魯特、克雷林、寇斯莫、亞當、從至高進化的手中救出的一名小女孩實驗體菲拉和之前被破壞者飼養的外星生物咘樂所組成的全新星際異攻隊繼續執行一場未知的任務。

## 演員
| 演員                              | 角色                                    | 詮釋 |
| 克里斯·普瑞特 Chris Pratt         | 彼得·奎爾／星爵 Peter Quill / Star-Lord | 人類和外星人的混血，星際異攻隊的領導人，在孩童時期於地球被一群稱作破壞者的外星人盜賊及走私者綁架，成為一名頂尖星際大盜。 在電影中，奎爾在他死去的情人葛摩菈另一個版本出現後處於“抑鬱狀態”，葛摩菈對奎爾的感情不像她原始版本對他的感情，這反過來又影響了他對異攻隊的領導。 |
| 柔伊·莎達娜 Zoe Saldana           | 葛摩菈 Gamora                           | 來自其中一條由復仇者聯盟的時間旅行所造成的分支時間線。本為外星孤兒，後來被薩諾斯訓練成私人刺客；最終在2023年的大戰過後離去無蹤，現正為過去所犯下的罪行尋求救贖。 現在擔任破壞者的成員。柔伊·莎達娜表示，星際異攻隊3將是她最後一次扮演葛摩菈，並指出她最初簽約在一部電影中扮演她，最終扮演這個角色的時間要長得多，她很感激這個角色，因為它對女性粉絲的影響特別大。 |
| 戴夫·巴帝斯塔 Dave Bautista       | 「毀滅者」德克斯 Drax the Destroyer     | 星際異攻隊的成員，一位技術精湛的戰士，他的家人在薩諾斯的指示下被控訴者羅南屠殺，不太親近他人，但逐漸走出過去陰霾後，成為隊伍中的開心果。 戴夫·巴帝斯塔表示，星際異攻隊3將是他最後一次扮演德克斯，他對這個角色表示感謝，同時仍然稱結束他與這個角色的時間是一種“解脫”，因為化妝需要很長時間並希望追求更具戲劇性的表演角色。由於巴帝斯塔的決定，岡恩選擇不將德克斯包括在片尾彩蛋當中。 |
| 凱倫·吉蘭 Karen Gillan            | 涅布拉 Nebula                           | 星際異攻隊的成員，葛摩菈的妹妹，同為薩諾斯養女，多年前被薩諾斯改造成機械身。 凱倫·吉蘭認為涅布拉正在發展成為一個“稍微不同的人”，薩諾斯曾是她虐待和折磨的起源，在他死掉後，她才開始在心理上治癒。編劇兼導演詹姆斯·岡恩在開始製作《銀河守護隊》時所設想的角色弧線，從一個反派變成了異攻隊的一員。儘管這部電影調侃了星爵和涅布拉之間可能存在的戀情，但岡恩否認曾經考慮過兩人成為情侶，儘管凱倫·吉蘭確實相信她對奎爾懷有一點迷戀。 |
| 龐·克萊門捷夫 Pom Klementieff     | 螳螂女 Mantis                           | 星際異攻隊的成員，奎爾的同父異母妹妹，從小在父親伊果的身旁擔任其僕人兼助理，可靠觸碰來體會他人感受，以及暫時舒緩他人情緒。 |
| 馮·迪索 Vin Diesel                | 格鲁特 Groot                            | 星際異攻隊的成員，具有人類智慧的樹形生物，火箭浣熊的同夥，只會說「我是格魯特（I am Groot）」幾個字。 |
| 布萊德利·庫柏 Bradley Cooper      | 火箭浣熊 Rocket Raccoon                 | 星際異攻隊的成員，前復仇者聯盟成員，一名經過基因工程改造的浣熊、賞金獵人及僱傭兵，亦是一名武器和戰術大師。 岡恩說，這部電影講述了火箭的故事，包括他的背景和“他要去哪裡”，以及這與其他異攻隊的成員的關係以及異攻隊的未來。這部電影完成了在《星際異攻隊》和《星際異攻隊2》中建立的角色曲線，並在《復仇者聯盟：無限之戰》和《復仇者聯盟：終局之戰》中繼續。西恩·岡恩再次為角色提供動作捕捉，同時也為年輕的火箭配音。庫柏也為青少年火箭配音，而Noah Raskin為嬰兒火箭配音。 |
| 西恩·岡恩 Sean Gunn               | 火箭浣熊 Rocket Raccoon                 | 星際異攻隊的成員，前復仇者聯盟成員，一名經過基因工程改造的浣熊、賞金獵人及僱傭兵，亦是一名武器和戰術大師。 岡恩說，這部電影講述了火箭的故事，包括他的背景和“他要去哪裡”，以及這與其他異攻隊的成員的關係以及異攻隊的未來。這部電影完成了在《星際異攻隊》和《星際異攻隊2》中建立的角色曲線，並在《復仇者聯盟：無限之戰》和《復仇者聯盟：終局之戰》中繼續。西恩·岡恩再次為角色提供動作捕捉，同時也為年輕的火箭配音。庫柏也為青少年火箭配音，而Noah Raskin為嬰兒火箭配音。 |
| 西恩·岡恩 Sean Gunn               | 克拉格林 Kraglin                        | 破壞者的大副，奎爾的養父勇度多年來的忠誠副手。 |
| 卓克·伊烏哲 Chukwudi Iwuji        | 至高進化 High Evolutionary              | 一名致力於進化所有生命體的科學家，火箭的改造者，將火箭的實驗朋友全弄死後被火箭弄至毀容要戴上面具，最後被主角們反殺。 伊烏哲將這個角色描述為“自戀、反社會，但非常迷人”，並補充說“他身上有一些非常莎士比亞的東西，他的情感上有一些非常黑暗的東西，除此之外，他還很有趣”。在準備這個角色時，伊烏哲聽取他是飾演這個角色對古典音樂的品味，並與電影中播放的美國搖滾和流行音樂歌曲進行對比，讓伊烏哲回到了他最喜歡的詠嘆調和歌劇，比如莫札特的《費加洛的婚禮》 （1786）和唐璜（1787）。岡恩將至高進化比做《獣人島》（1932 年）中莫洛博士的“太空版本”，岡恩是這部電影的忠實粉絲，稱他為“一個可恨的角色”。當《Extra》的Rachel Lindsay問及這個角色時，岡恩將至高進化稱為迄今為止該系列電影中“最殘酷的MCU反派”，因為他對火箭及其同伴的生活產生了負面影響，而伊烏哲和岡恩一起確保避免給予至高進化任何同情，不像之前的其他反派，如薩諾斯或「殺人機器」艾瑞克·齊爾蒙格，在岡恩的命令下專注角色的單一思想，歷史上「最恐怖」的人物一樣，自戀和熱心的個性已被表現出來。 |
| 威爾·普爾特 Will Poulter          | 亞當術士 Adam Warlock                   | 至高族為了摧毀星際異攻隊而創造出的人造生物。 有鑑於亞當剛從繭中誕生，他“基本上是一個嬰兒”，“不太了解生活”。普爾特相信，對於一個剛剛進入這個世界並“試圖發展他的道德指南針”的人來說，有“很多喜劇”，同時也有“一些真正的悲情”。岡恩認為亞當與異攻隊的成員的互動為他們的旅程提供了“有趣的並置”，並將他描述為與守護者相比更傳統的超級英雄，儘管不一定是英雄。 |
| 伊莉莎白·戴比基 Elizabeth Debicki | 阿耶莎 Ayesha                           | 至高族的大祭司兼領導人。 |
| 瑪麗亞·巴卡洛娃 Maria Bakalova    | 太空狗寇斯莫 Cosmo the Spacedog         | 星際異攻隊的成員，是一隻聰明的狗，被蘇聯送進太空後獲得靈能。 瑪麗亞·巴卡洛娃於先前星際異攻隊 聖誕特別篇中聲演並進行動作捕捉扮演該角色並於本部電影回歸飾演。岡恩在電影中將太空狗寇斯莫的性別從漫畫中描繪的男性改為女性，以致敬角色的原始靈感，蘇聯太空犬萊卡，成為最早進入太空的動物之一。 |
| 席維斯·史特龍 Sylvester Stallone  | 史泰奇·奧戈 Stakar Ogord                | 破壞者的總頭目。 |

此外，琳達·卡迪林尼聲演並進行動作捕捉萊拉，火箭的情人、一隻同樣受到改造的水獺，卡迪林尼此前曾在2015年電影《復仇者聯盟2：奧創紀元》、2019年電影《復仇者聯盟：終局之戰》和2021年Disney+電視劇《鷹眼》中飾演蘿拉·巴頓；阿西姆·喬杜里聲演海象牙此（Teefs the Walrus）；米凱拉·胡佛聲演兔子地板（Floor the Rabbit），胡佛曾經在2014年電影《星際異攻隊》中飾演新星軍團指揮官的助理。内森·菲利安飾演卡雀大師（Master Karja），「奧高企業」的哨兵隊長；丹妮拉·梅爾基奧飾演烏拉（Ura），「奧高企業」的一名女接待員；米利亞姆·肖爾和尼可·聖多分別飾演記錄員慧姆（Recorder Vim）和記錄員泰爾（Recorder Theel），至高進化的科學家手下；迈克尔·罗森巴姆回歸飾演晶體人，史泰奇·奧戈的副手和破壞者頭目之一，於2017年電影《銀河守護隊2》中首次出現在漫威電影宇宙。
珍妮佛·霍蘭德飾演書記郝爾（Administrator Kwol），「奧高企業」的保安部職員；凱伊·贊飾演菲拉，一名被至高進化囚禁的小孩；茱蒂·葛瑞兒聲演戰豬（War Pig），被至高進化改造成戰鬥人員的外星生物，葛瑞兒此前曾經在首兩部《蟻人》電影中飾演瑪姬·朗（Maggie Lang）；塔拉·史壯聲演主機，破壞者頭目之一，該角色此前由麥莉·希拉配音，而史壯此前曾在2021年Disney+電視劇《洛基》中聲演分鐘小姐；史蒂芬·布萊哈特回歸飾演知無領域居民史添美（Steemie），該角色於2022年Disney+電視劇《星際異攻隊 聖誕特別篇》首次出現；克里斯多夫·費爾班克回歸客串飾演黑市中介商；瑞特·米勒回歸客串飾演知無領域居民比茲米傑杜科洛（Bzermikitokolok）；迪·布萊德利·貝克聲演被破壞者飼養的外星生物咘樂（Blurp）；卡妮·布迪（Callie Brand）飾演一名知無領域的外星居民；格雷格·亨黎回歸飾演奎爾的外祖父傑森·奎爾（Jason Quill）；丹恩·狄利埃格羅飾演反地球上的毒品拆家，而雷納爾多·法貝爾（Reinaldo Faberlle）飾演巨獸（Behemoth），與戰豬一同被至高進化改造成戰鬥人員的外星生物。麥可·魯克回歸客串飾演前破壞者頭目兼奎爾的養父勇度·猶冬塔；賽斯·葛林回歸客串聲演霍華鴨；勞埃德·考夫曼和皮特·戴维森分別客串聲演葛林戴莫普（Gridlemop）和佛萊克迪（Phlektik），被至高進化囚禁的外星生物。導演詹姆斯·岡恩亦客串聲演羊腿（Lambshank），一隻被至高進化改造的外星生物。

## 製作

### 開發
2017年5月，岡恩表示《星際異攻隊3》可能在2020年上映，而日期可能會在漫威影業的日程表上的5月1日、7月31日或11月6日之間。
岡恩2017年3月宣佈，將回歸編劇並執導《星際異攻隊3》。他說，這部電影將在《復仇者聯盟：無限之戰》和《復仇者聯盟：終局之戰》之後拍攝，並將“結束星際異攻隊本代的故事，並説明將新舊漫威角色推向未來十年及以後”。他還認為，三部《星際異攻隊》電影將“作為一個整體一起工作”，講述一個故事，第三部電影將前兩部電影“將很多東西聯繫在一起”，並“對很多不同的事情給出了很多答案”。岡恩還計劃與漫威合作，共同探討“漫威宇宙”的未來。在完成《復仇者聯盟：無限之戰》執行製片人和顧問的工作后不久，他就準備開始製作《星際異攻隊3》。在回歸第三部電影時，岡恩說：“如果我對我們要去哪裡和我們要做什麼沒有相當清楚的想法，我就不會答應。我不是一個如果我沒有願景就會這樣做的人。
在最初將亞當術士納入《星際異攻隊2》劇本處理後，岡恩和凱文費吉注意到這個角色在漫威電影宇宙宇宙方面的重要性，並暗示他將在《星際異攻隊3》中露面。2017年2月，在《星際異攻隊2》上映後，岡恩表示他將“在未來三年內”創作第三部電影，並確認龐·克萊門捷夫重新扮演螳螂女的角色。他還打算讓伊莉莎白·戴比基重新扮演阿耶莎的角色。到六月中旬，岡恩已經完成了第三部電影的劇本處理初稿，並正在考慮更改他在第一部電影中放置在臉部鏡頭序列背景中的一段角色資訊（當異攻隊被新星軍團俘虜時）。4月，岡恩重申《星際異攻隊3》將在“不到三年內”上映，因為這部電影私下定於 2020年5月1日上映。2018年2月末，岡恩計劃與馬克·哈米爾會面，討論出演電影的可能性。4月，克里斯·普瑞特將重新扮演彼得·奎爾/星爵的角色，接下來的一個月，戴夫·巴帝斯塔確認他將重新扮演「毀滅者」德克斯的角色。漫威在六月底之前從岡恩那裡收到了完整的劇本初稿，在電影正式開始前期製作之前。

#### 開除詹姆斯·岡恩
2018年7月20日，在保守派人士翻出岡恩的有關強姦和戀童癖等主題的爭議推文後，岡恩被迪士尼除去《星際異攻隊3》導演一職。華特迪士尼影業集團主席艾倫·霍恩表示「在詹姆斯的推特中發現的冒犯性態度與言論是不可原諒的，而且與公司的價值觀不相符，我們已經斷絕了與他的合作關係」。雖然華特迪士尼公司的執行長勞勃·艾格沒有參與解僱岡恩的決策，但他也支持漫威和華特迪士尼各個高管的「一致決定」。

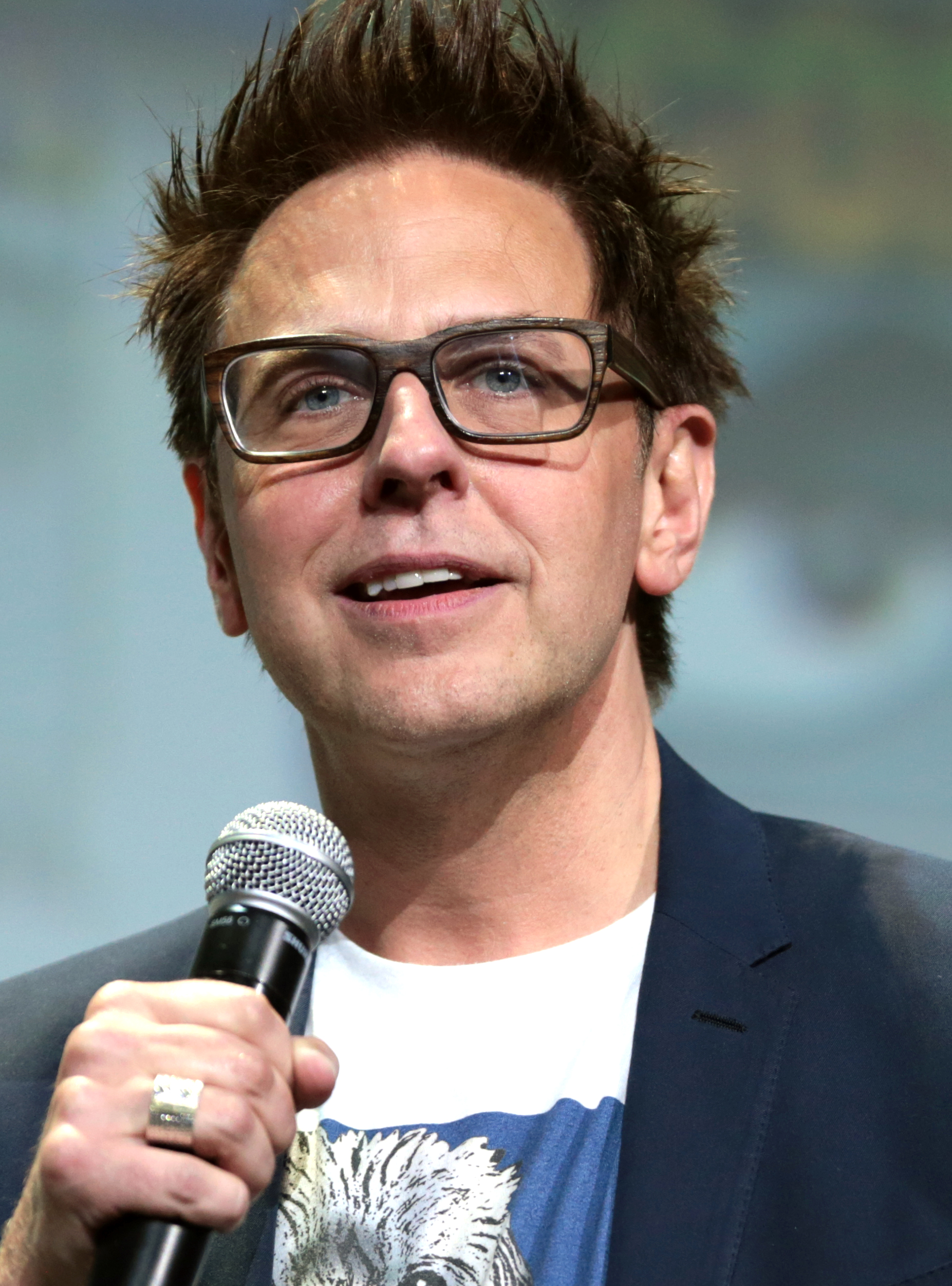
編劇兼導演詹姆斯·岡恩

對於岡恩被開除的事件，一眾《星際異攻隊》的演員都發了推文支持岡恩，麥克·魯克決定關掉他的推特。粉絲在網上連署要求重新聘用岡恩，連署的人數超過30萬人。事件引起了其他好萊塢人士回應，如女演員莎瑪·布萊兒和喜劇演員鮑勃凱特·戈德斯韋特。7月30日，克里斯·普瑞特、柔伊·莎達娜、戴夫·巴帝斯塔、布萊德利·庫柏、馮·迪索、西恩·岡恩、龐·克萊門捷夫、魯克和凱倫·吉蘭發表聲明支持岡恩。儘管如此，據《綜藝》報導，迪士尼並無計劃重新聘用岡恩，因為這些玩笑「在＃MeToo時代是不可接受，並不符合迪士尼的家庭友好形象。」《綜藝》亦表示，儘管傳聞漫威導演如強·法夫洛、塔伊加·維迪提或羅素兄弟可能會取代岡恩，但漫威尚未與任何導演會面，很有可能會聘請新的導演執導電影。8月初，巴帝斯塔表示，只要漫威選擇使用岡恩現有的劇本，他就會履行合約出演電影。
8月底，由於漫威和迪士尼尚未找到新導演，電影製作被推遲，令《星際異攻隊3》的小型製作團隊遭到迪士尼解散。前期製作原定於2018年底開始，主體拍攝定於2019年1月或2月開始。這時，巴帝斯塔不確定是否會回歸，因為他不知道是否「想為迪士尼工作」。9月下旬，詹姆斯·岡恩的兄弟西恩強調，迪士尼仍打算選用詹姆斯的劇本製作電影。同月底，在導演處女作《一個巨星的誕生》成功後，庫柏被問到是否會考慮執導電影，他表示他「從沒想過」執導一部劇本不是自己撰寫的電影。10月中旬，詹姆斯·岡恩已完成與迪士尼的解約協議，並準備為《自殺突擊隊：集結》撰寫劇本，並執導該片。

#### 重聘岡恩與重啟製作
2018年10月，該片被確認沒有預定的上映日期，製作日期移至2021年2月。費吉也確認該片已被擱置。2019年初，費吉和普瑞特重申，漫威影業仍計劃製作該電影。2019年3月，迪士尼和漫威影業重新聘請岡恩擔任電影導演。漫威計劃在岡恩完成《自殺突擊隊：集結》的工作後製作電影。2019年4月，五位主演—普瑞特、莎達娜、巴帝斯塔、迪素和庫柏將回歸出演電影，並預計於2020年開始拍攝。2020年12月，確認電影定於2023年在美國上映。
2018 年 10 月中旬，岡恩加入《自殺突擊隊：集結》的第二天，霍恩私下通知他，他可以回歸擔任《星際異攻隊3》的導演。岡恩與費吉討論了他對《自殺突擊隊：集結》的承諾，以及《星際異攻隊3》的製作。電影被擱置到 2021 年 2 月，以便岡恩先完成《自殺突擊隊：集結》。

### 前期製作
電影設計和視覺效果的前期製作工作於2021年4月開始。5月初，漫威影業宣布該片將於2023年5月5日上映。那個月晚些時候，岡恩說卷。 《星際異攻隊3》將發生在《雷神索爾：愛與雷霆》（2022年）的事件之後，其中《雷神索爾：愛與雷霆》中會有幾位異攻隊成員。這部電影結束了《復仇者聯盟：終局之戰》中確立的故事情節，雷神索爾與異攻隊成員一起踏上旅程。 岡恩指出，這個結局是“在剪輯中”決定的，與他已經提交的《星際異攻隊3》劇本衝突，因為他從未計劃在電影中扮演雷神索爾。岡恩於 6 月開始為這部電影製作故事板，後來透露拍攝將於 2021 年 11 月在喬治亞州亞特蘭大開始，預計於 2022 年 4 月左右結束。戴夫·巴帝斯塔表示，當時他還沒有讀過《星際異攻隊3》的劇本，並且不確定由於製作延遲期間劇本是否發生了變化。下個月，凱倫·吉蘭說她和龐·克萊門捷夫一起讀了劇本，她發現它令人難以置信、精彩、情感豐富且有趣。 她還認為這是岡恩在異攻隊角色方面“迄今為止最出色的作品”。岡恩重申，三年前的劇本“基本上保持不變”，但這些年來他一直在“以一些小方式修改它”。 月底，他正在進行另一部草稿，並表示這部電影將比前幾部電影更感人，故事情節“更沉重”，採用更接地氣的方法，靈感來自《自殺突擊隊：集結》和《和平使者》 。岡恩早期的想法是，驚奇4超人中的反派殲滅者將成為電影的主要反派，並被揭露是火箭的創造者，但岡恩最終選擇了至高進化來填補這個角色。岡恩最初為他的朋友庫梅爾·南賈尼寫了一個客串，但在得知南賈尼在漫威影業的《永恆族》(2021) 中飾演金勾後，刪除了這個內容。
8月底，岡恩和漫威影業開始與亞當術士這個角色的演員會面，其中包括威爾·普爾特。喬治·麥凱也在候選名單上，雷吉－尚・佩奇也被考慮出演該角色。威爾·普爾特在亞特蘭大與岡恩進行現場試鏡之前，通過 Zoom 試鏡了這個角色。當第一次試鏡《亞當·術士》時，普爾特並不知道他的角色的名字是誰，只知道他在《星際異攻隊2》的片尾彩蛋中被取笑。但漫威只是向他描述這個角色是“一個無標題的角色”，直到普爾特一遍又一遍地“公布”更多訊息，直到發現亞當·術士對源材料的了解有多麼深入。9月份，凱倫·吉蘭重申了她對劇本的積極評價，並表示這部電影將更深入地探索前幾部《星際異攻隊》電影中的角色，而在漫威宇宙中為霍華鴨配音的賽斯·葛林則表示，這部電影將講述葛摩菈和涅布拉的故事。 當時他不知道霍華鴨是否會在之前的《星際異攻隊》電影中出現。威爾·普爾特於十月被選為亞當術士，岡恩表示“數十個角色”已經選定。普爾特被選為這個角色是因為他的戲劇和喜劇能力，而且因為岡恩“想要一個年輕的人”並且符合漫威影業業對該角色的未來計劃。還對各種背景角色進行了選角，包括外星人和保全。普瑞特於當月晚些時候開始排練和攝影機測試，並在 11 月初開拍前不久召開了一次製作會議。 岡恩還重申了他關於不在電影中復活勇度的評論。

### 拍攝
主體拍攝於2021年11月8日在亚特兰大開始進行，暫定名稱為「Hot Christmas」。拍攝於2022年5月6日殺青。

### 後期製作
2022年6月上旬，丹妮拉·梅爾基奧繼出演《自殺突擊隊：集結》後，被曝將在影片中出演一個小角色。 伊莉莎白·戴比基也被證實將繼續扮演阿耶莎的角色，而瑪麗亞·巴卡洛娃和尼科·桑托斯也被透露將出現在影片中。7月，卓克·伊烏哲和瑪麗亞·巴卡洛娃被透露將分別扮演至高進化和太空狗寇斯莫。在前兩部《星際異攻隊》電影中，太空狗寇斯莫由狗演員Fred飾演，而在《星際異攻隊 聖誕特別篇》和《星際異攻隊3》中，太空狗寇斯莫則由狗演員Slate飾演。接下來的一個月，麥可·魯克透露，他在電影第二卷中再次扮演勇度·猶冬塔這個角色。2022 年 10 月，據透露，瑪麗亞·巴卡洛娃將在《星際異攻隊 聖誕特別篇》中飾演太空狗寇斯莫，然後再出演《星際異攻隊3》。2023 年 2 月，阿西姆·喬杜里透露他將在電影中飾演一個未公開的角色。2023年4月，琳達·卡迪林尼被曝將為萊拉配音； 她之前曾在多個漫威電影宇宙中飾演蘿拉·巴頓，並在岡恩編劇的電影《史酷比》(2002) 和《史酷比2》(2004) 中飾演威瑪，並在岡恩編劇的電影《史酷比2》中客串出演。並執導《犀利人夫》(2010)。進行了2天的重新拍攝。4月下旬，塔拉·史壯透露她將出演一個未公開的角色。後來塔拉·史壯被透露將出演主機，取代《星際異攻隊2》中的麥莉·希拉。
視覺效果由 Framestore、Weta數位、索尼圖形影象動作公司、光影魔幻工業、Rodeo FX、Rise FX、Crafty Apes、BUF、Lola Visual Effects、Perception 和 Compuhire 提供。斯特凡·塞勒緹從第一部《星際異攻隊》電影中回歸，擔任視覺效果總監；佛瑞德·拉斯金從前兩部電影中回歸，擔任剪輯師；Greg D'Auria從《星際異攻隊 聖誕特別篇》中回歸。塔蒂亞娜·S·里格爾提供了額外的編輯工作。

## 音樂
2017年4月，岡恩認為該片的音樂與《勁爆舞曲大帝國第一集》和《勁爆舞曲大帝國第二集》“有點不同”。下個月，他補充說，他對原聲帶挑選感到“恐慌”，因由於故事可用的音樂範圍更廣，因此不得不很快做出一些“非常具體的選擇”到2017年7月上旬，岡恩已經縮小了範圍他對潛在歌曲的選擇增加到181首，但指出這個列表可能會再次增長。電影的所有歌曲均已在下個月選定；這些歌曲不是現代歌曲，來自彼得·奎爾 在《星際異攻隊2》片尾收到的Zune。儘管岡恩補充說，與前兩部電影相比，原聲帶並不局限於1970年代的流行歌曲，而是跨越了數十年。岡恩無法使用Lords of the New Church的歌曲“Russian Roulette”於《星際異攻隊3》上由於對其所有權的法律糾紛。《星際異攻隊3》以電台司令的原聲版《Creep》開場，它“從一開始就提供了與其他兩部電影截然不同的風格”。電影以芙蘿倫絲機進份子的《Dog Days Are Over》結束，因為岡恩是其專輯《Lungs》的粉絲；自從他開始創作《星際異攻隊2》以來，他就考慮過將這首歌作為三部曲的總結。
《星際異攻隊3》的原聲帶曲目列表於2023年4月發布，4月3日在Spotify和Apple Music上發布，作為更大的《星際異攻隊：官方混音帶》播放列表的一部分，該播放列表還包含前兩部電影的電影原聲帶和原創配樂。《勁爆舞曲大帝國第三集》由好萊塢唱片於2023年5月3日發行CD和數位下載版，5月5日發行12英寸2-LP黑膠唱片，並計劃於7月7日以錄音帶形式發行。
2021年10月，岡恩透露約翰·墨菲正在為電影創作配樂，並且已經錄製了拍攝期間在片場播放的音樂。墨菲取代了為前兩部電影原創配樂家泰勒·貝茲。然而，貝茲於之前電影的主題被引用於本電影； 在貝茲在製作過程中離開本片後，墨菲還取代了貝茲成為《自殺突擊隊：集結》的配樂家。墨菲為這部電影創作的原創配樂於2023年5月3日以數位方式發布。

## 市場營銷
漫威影業在 2022 年聖地亞哥動漫展上的小組討論中討論了這部電影，並在會上發布了第一個鏡頭。卓克·伊烏哲還被宣布將扮演至高進化，並穿著服裝出現在展場中。岡恩表示，這段影片並未公開發布，因為視覺效果不夠完整，無法“反復觀看和仔細檢查”。官方預告片於 2022 年 12 月 1 日巴西動漫體驗展展覽期間發布。其中收錄了羅伊斯頓·藍登的歌曲“In the Meantime”。 TheWrap 的Drew Taylor稱預告片瘋狂、驚心動魄、情感豐富，並表示“岡恩專利歡快的《星際異攻隊》風格非常到位”，並指出“一種極度憂鬱的黑暗”。《綜藝》雜誌的卡森·伯頓在預告片中預測，通過展示火箭的記憶和星爵對葛摩菈的思念，這部電影將“打造出一個感人的結局”。The Verge 的Jay Peters表示，預告片讓他很感興趣，因為它是一次與不同行星的“星際穿越”。
該電影的第二部預告片2023年2月12日在第五十七屆超級盃期間發布。其中收錄了彩虹合唱團的歌曲《Since You Been Gone》。Screen Rant的Grant Hermanns認為預告片“更深入地審視”了這部電影，特別是與第一部電影中短暫出場的亞當術士的力量相比。 Grant Hermanns還表示，第二部預告片在第一部預告片“有效地設定了（電影的）風格，以大量“星際異攻隊“面對音樂的憂鬱鏡頭”之後，“在突出情感故事方面更進一步”。根據RelishMix的數據，該預告片在TikTok、Instagram、YouTube、Twitter 和 Facebook上累計觀看次數達到 1.341 億次，是賽后觀看次數最多的超級盃預告片。 這也是自嚴重特殊傳染性肺炎疫情（COVID-19）大爆發以來，超級盃預告片在社交媒體上的觀看次數首次在24小時內突破1億次。
迪士尼和Marvel Music於2023年5月與音樂串流服務Spotify合作宣傳這部電影。 作為促銷活動的一部分，建立了一個名為“K-GOTG Radio Experience”的播放列表。漫威影業還通過General Mills限量版麥片和零食來宣傳這部電影，包括 Honey Nut Cheerios、Cookie Crisp、Lucky Charms、Trix、Reese's Puffs、Cinnamon Toast Crunch和Go-Gurt。微軟還與漫威影業合作，通過限量版Zune MP3播放器宣傳該電影； 將使用 3D 列印建立一個單一的非功能的模型機並在國際太空站內發射。

## 發行
2023年4月22日，《星際異攻隊3》在巴黎迪士尼樂園上首映，《星際異攻隊3》2023年5月5日在美國上映。電影屬於漫威電影宇宙第五階段。
北美首映於4月27日在加利福尼亞州好萊塢杜比劇院舉行。該片於2023年5月3日在包括英國在內的多個國家上映，2023年5月3日在美國上映。美國5月5日。電影原本定於 2020 年 5 月 1 日發布，但隨後被取消。電影以 3D、IMAX、杜比影院、4DX 和 ScreenX 版本發行。
迪士尼向影院發行了600多個獨特的電影版本，其中包括可變寬高比的版本。 影片其中45分鐘以1.85:1的寬高比呈現，而影片的其餘部分則以2.39:1的比例寬高比呈現。

### 家庭媒體
《星際異攻隊3》於2023年7月7日由華特迪士尼影業家庭娛樂公司以數位下載形式發布，8月1日以超高清藍光、藍光和DVD形式發布。8月2日在 Disney+ 發布，其中還有IMAX Enhanced版本。這部電影是華特迪士尼影業家庭娛樂公司在澳大利亞的最後一部實體媒體發行，因為他們決定停止在澳大利亞的實體家庭媒體上銷售電影。

## 迴響

### 票房
2023年8月8日，《星際異攻隊3》在美國和加拿大的票房收入為3.59億美元，在其他地區的票房收入為4.864億美元，全球總票房為8.454億美元。
在美國和加拿大，《星際異攻隊3》預計在首映週末從4,450家影院獲得約1.1億美元的票房收入。該片首日票房為4820萬美元，其中周四晚間的預映收入為1750萬美元。 該片首映票房為 1.184 億美元，位居票房榜首。在第二個週末，《星際異攻隊3》以6200萬美元的票房穩居榜首，比首映週末下降了48%，是漫威電影宇宙中所有續集中第二週末票房表現最好的，而且第二週末的跌幅明顯小於該系列電影的票房跌幅。近期發布的作品，包括《蟻人與黃蜂女：量子狂熱》（70%）、《雷神索爾：愛與雷霆》（68%）和《奇異博士2：失控多重宇宙》（67%）。該片在上映第三週的票房收入為 3200 萬美元，被《玩命關頭X》取代。
在美國和加拿大之外，該片首周末票房收入為1.681億美元。該片在上映第二週末的票房收入為9200萬美元，比首映週末下降了40%。 截至2023年5月27日，票房收入最高的地區是中國（7,740萬美元）、英國（3,600萬美元）、墨西哥（3,080萬美元）、韓國（2,670萬美元）和法國（2,430萬美元）。
台灣地區票房約為145,227,865元（累積至2023年8月20日）。
| 上一届： 《超級瑪利歐兄弟電影版》 | 2023年美國週末票房冠軍 第18-19週  | 下一届： 《玩命關頭X》    |
| 上一届： 《超級瑪利歐兄弟電影版》 | 2023年香港一週票房冠軍 第18-19週  | 下一届： 《狂野時速10》   |
| 上一届： 《超級瑪利歐兄弟電影版》 | 2023年香港週末票房冠軍 第19-20週  | 下一届： 《狂野時速10》   |
| 上一届： 《超級瑪利歐兄弟電影版》 | 2023年台北週末票房冠軍 第19-20週  | 下一届： 《玩命關頭X》    |
| 上一届： 《超級瑪利歐兄弟電影版》 | 2023年韓國週末票房冠軍 第18-19週  | 下一届： 《玩命關頭X》    |
| 上一届： 《人生路不熟》           | 2023年中國內地一周票房冠軍 第19週 | 下一届： 《速度与激情10》 |

### 評價
根据評論匯總网站爛番茄汇总的404篇评论文章，82%的评论家给予该作正面评价，使之獲得「認證新鮮」標識，平均打分为7.2分（满分10分）。该网站总结的评论家共识是“這是一個可能會讓人心弦有點緊的星際集體擁抱，《星際異攻隊》最終章是漫威最烏合之眾的家庭最後一次充滿愛的歡呼。”
在Metacritic上，63位影評人共給予了64分的分數（滿分100分），這部電影獲得了「普遍好評」。

### 榮譽
其他獎項請見《星際異攻隊3》獲獎與提名列表。
辛西婭·布朗德爾（Cynthia Blondelle）和希瑟·克雷默（Heather Kreamer）獲得2023年音樂監督工會獎最佳預告片音樂總監提名。《星際異攻隊3》獲得2023年金預告獎最佳奇幻冒險、最佳2023年夏季大片預告片和最佳預告片提名。該片獲得第六屆好萊塢影評人協會中最佳影片提名。《勁爆舞曲大帝國第三輯》原聲帶被提名為第 66 屆葛萊美獎最佳視覺媒體原聲合輯。
| 年份 | 頒獎典禮           | 獎項         | 入圍者                                                             | 結果 |
| ---- | ------------------ | ------------ | ------------------------------------------------------------------ | ---- |
| 2024 | 第96屆奧斯卡金像獎 | 最佳視覺效果 | 史蒂芬尼·史雷提、亚历克西斯·瓦斯布瑞德、蓋伊·威廉斯、西奧·比亞萊克 | 提名 |

## 相關媒體

### 紀錄片特輯
2021年2月，迪士尼宣佈製作紀錄片影集《漫威影業：創作大本營》，包括漫威電影宇宙電影和影集項目的幕後製作花絮，並採訪主要演員和創意團隊。以電影《星際異攻隊3》為主題的特輯於2023年9月13日釋出。

## 未來計畫
岡恩在2017年4月表示，第四部《星際異攻隊》電影可能會出現，不過它可能會以一組新角色為中心，因為岡恩計劃在第三部中結束目前異攻隊的故事。9月晚些時候，岡恩表示他不太可能回歸另一部《星際異攻隊》電影，但會繼續與漫威影業合作開展其他使用星際異攻隊和角色的項目。岡恩的一個這樣的項目是一部以德克斯和螳螂女為中心的電影，戴夫·巴帝斯塔塔稱其為“精彩”。然而，2021年5月，巴帝斯塔表示，他沒有聽到任何有關此事的進一步更新，感覺漫威影業“不太感興趣，或者這不符合他們制定計劃的方式”。岡恩於2019年9月確認，他打算參與《星際異攻隊3》將是他最後一部《星際異攻隊》電影，他於2021年5月重申了這一點。2021年7月，凱倫·吉蘭表達了在《星際異攻隊3》之後繼續扮演涅布拉的願望。2023 年 4 月，柔伊·莎達娜確認《星際異攻隊3》將是她最後一次扮演葛摩菈，但她希望漫威能用更年輕的演員重新扮演這個角色，因為她希望這個角色能夠繼續下去。接下來的一個月，克里斯·普瑞特表示，如果有合適的劇本，他願意在未來繼續扮演彼得·奎爾，並且在《星際異攻隊3》片尾彩蛋結束時以字幕中指出，“傳奇星爵”即將回歸。

## 備註
1. ↑  依照漫威電影宇宙上映次序。
2. ↑  依照漫威電影宇宙中故事發生的時間次序，參見漫威电影宇宙#時間線。
3. ↑  參見2022年電視劇特輯《星際異攻隊 聖誕特別篇》。
4. ↑  參見2017年電影《銀河守護隊2》。
5. ↑  參見2019年電影《復仇者聯盟4：終局之戰》。
6. ↑  根據《星際異攻隊3》導演講評版的56:02中，繁體中文字幕確認該角色的正式翻譯。

## 外部連結
- 互联网电影数据库（IMDb）上《星際異攻隊3》的资料（英文）
- 爛番茄上《星際異攻隊3》的資料（英文）
- AllMovie上《星際異攻隊3》的资料（英文）
- Metacritic上《星際異攻隊3》的資料（英文）
- Box Office Mojo上《星際異攻隊3》的資料（英文）
- 開眼電影網上《星際異攻隊3》的資料（繁體中文）
- 豆瓣电影上《星際異攻隊3》的資料 （简体中文）